# Eisenbahnunfall von Timelkam

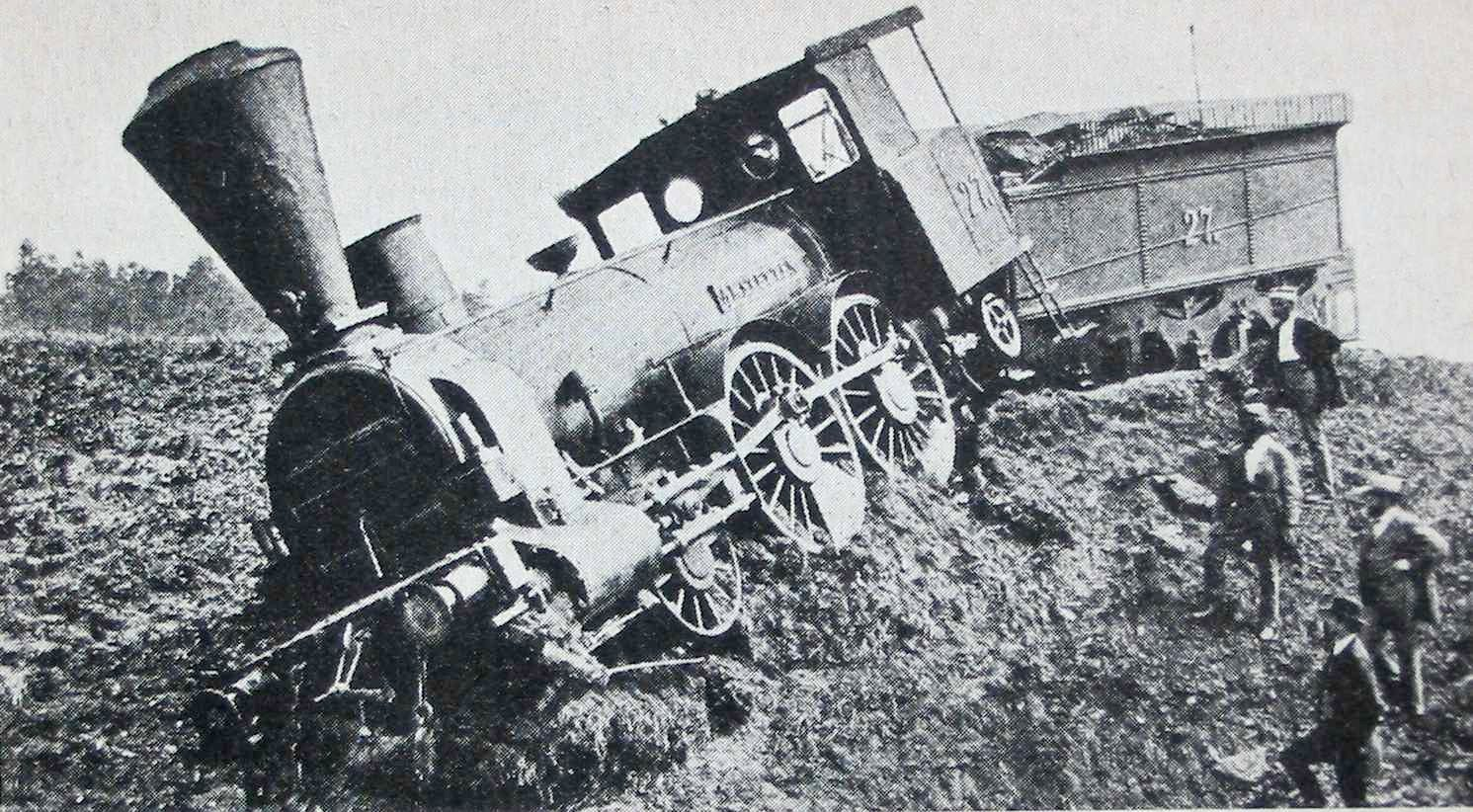
Entgleiste Amstetten am 19. Oktober 1875

Der Eisenbahnunfall von Timelkam war die Entgleisung der Lokomotive Amstetten am 19. Oktober 1875 auf der österreichischen Westbahn, der damaligen Kaiserin Elisabeth-Bahn, bei dem Bahnhof Timelkam zwischen Linz und Salzburg nach dem Bruch eines Radreifens.

## Unfallhergang
Bei einem gemischten Zug entgleiste die führende Dampflokomotive Amstetten der Reihe I samt Schlepptender nach einem Radreifenbruch an der Lokomotive. Da die Kupplung hinter dem Schlepptender riss, blieben die restlichen Fahrzeuge des Zuges im Gleis. Die Lokomotive pflügte sich in eine Böschung und kam so aufrecht stehend zum Stillstand. Menschen kamen nicht zu Schaden.

## Folgen
Ursache des Radreifenbruchs war kein Materialfehler, sondern die prinzipielle Natur der Materialwahl. Die Tatsache, dass ein wechselbeanspruchter Werkstoff eine geringere Belastbarkeit beziehungsweise Lebensdauer aufweist als ein statisch belasteter, war noch nicht bekannt. Diese Materialermüdung wurde erst einige Jahre später durch August Wöhler entdeckt.
Wöhler, der schon über dieses Thema intensiv geforscht hatte, war seinerzeit bei der Firma Borsig tätig und dann Eisenbahndirektor und Mitglied der Generaldirektion der Reichseisenbahnen in Elsaß-Lothringen in Straßburg. Durch die Umstellung der Stahlproduktion auf die neuen Bessemer- und Siemens-Martin-Verfahren in den frühen 1860ern waren die Stähle dieser Zeit zwar härter als das alte Puddeleisen, aber auch spröder. 
Erst durch den Timelkamer Unfall wurde erkannt, dass die Sprödheit des Stahls für die Radreifen – und das Eisenbahnwesen der Zeit – von großem Risiko war, sicherheitstechnisch ebenso wie wirtschaftlich. Die von Wöhler und dem Münchner Johann Bauschinger anlässlich der Prüfung des Unfalls und der Diskussion mit den Stahlherstellern veröffentlichte Denkschrift über Einführung einer staatlich anerkannten Klassifikation von Eisen und Stahl gilt als der Beginn der modernen Materialprüfung und -normung.
Anfang der 1880er Jahre führte dann auf Veranlassung Wöhlers der Verein Deutscher Eisenbahnverwaltungen eine erste Klassifikation für Stähle im Eisenbahnwesen ein, bei der die Summe aus Zugfestigkeit (aus dem Zerreißversuch) und Querkontraktion in Prozenten des ursprünglichen Querschnitts als Qualitätszahl diente.
Ludwig von Tetmajer, Zürich, publizierte dann schon ab 1886 
die Qualitätszahl c (als Produkt von Zugfestigkeit und Bruchdehnung), und gab auch konkrete Richtwerte für Radreifen.
Seitdem wird das Verformungs- und Versagensverhalten von Werkstoffen bei zyklischer Beanspruchung im Wöhlerversuch ermittelt, der zu Ehren Wöhlers als Pionier der Werkstoffprüfung benannt ist.

## Trivia
Beim Eisenbahnunfall von Eschede versagte im Jahr 1998 ebenfalls ein aus Stahl gefertigter Radreifen lange vor seinem erwarteten Lebenszeitende. Auch hier waren die Materialeigenschaften durch die Verantwortlichen in vergleichbarer Weise falsch eingeschätzt worden.